# Petit hôtel de Mesmes
Petit hôtel de Mesmes je městský palác v Paříži v historické čtvrti Marais ve 3. obvodu na adrese 7, Rue de Braque. Palác slouží jako obytná budova.

## Historie
Budova č. 7 v Rue de Braque byla přístavbou původního paláce Mesmes postaveného v polovině 16. století pro konetábla Francie Anne de Montmorency (1492–1567). Poté byl ve vlastnictví rodiny de Mesmes v letech 1634–1780. Roku 1767 byla přístavba oddělena od hlavního paláce a prodána finančníkovi Guillaumovi Reynalovi. V roce 1776 se stal rezidencí Charlese de Vergennes, ministra zahraničních věcí Ludvíka XVI., který ze své funkce přijal v době podpisu nezávislosti Spojených států Benjamina Franklina.
Zatímco původní palác Mesmes byl z větší části zbořen v roce 1828 kvůli výstavbě v Passage Sainte-Avoie, menší palác byl zachován a doplněn různými přístavbami.

## Architektura
Stavba je již značně přestavěná a rozdělená na byty. Zahrnuje budovu na zadní straně nádvoří s arkádami a dvě křídla spojená portálem. Na nádvoří po obou stranách portálu stojí dórské sloupy. Brána byla nahrazena mříží. Patra zadní budovy prošly přestavbou, původní stav je zachován pouze v přízemí.